# Constanzo Beschi

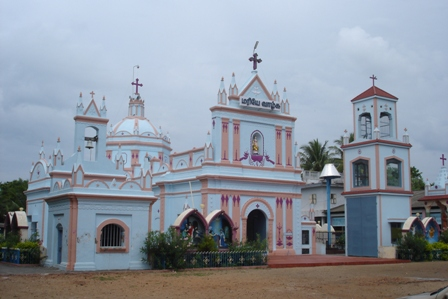
O santuário de Periyanayagi Maadha, em Konankuppam, desenhado por Constanzo Beschi ao estilo dos templos hindus.

Constanzo Beschi (Castiglione delle Stiviere, Itália, 8 de Novembro de 1680 — Ambazhakad, Kerala, 4 de Fevereiro de 1747), também conhecido na língua tâmil por வீரமாமுனிவர் (Vīramāmunivar) e em inglês por Constantine Joseph Beschi, foi um sacerdote missionário italiano da Companhia de Jesus, que missionou no sul da Índia e se notabilizou como polemista e poeta na língua tâmil.

## Biografia
Constanzo Beschi nasceu em Castiglione delle Stiviere, Mântua, uma localidade sita nas proximidades da residência senhorial da família de Luís de Gonzaga. Foi educado no colégio jesuíta de Mântua, tendo ingressado na Companhia de Jesus no ano de 1698, tendo posteriormente estudado nos colégios de Ravena e Bolonha. Terminada a sua formação e já ordenado sacerdote, solicitou ao Superior Geral da Companhia de Jesus, ao tempo o padre Michelangelo Tamburini, permissão para partir para a Missão de Maduré, no sul da Índia. Depois de uma permanência de alguns meses em Lisboa, partiu para Goa, onde chegou em Outubro de 1710. Daí partiu para o sul da Índia, chegando a Madurai em Maio de 1711.
Durante os primeiros seis anos de permanência naquela região centrou o seu trabalho missionário na cidade de Tiruchirapalli (Elakurichi), sendo depois nomeado pároco da comunidade católica de Kamanayakkanpatti, uma das mais antigas paróquias católicas de Tâmil Nadu.
Durante esse período visitou a região, com destaque para as cidades de Tirunelveli, Ramanathaparam, Thanjavur e, principalmente, Madurai, com o objectivo de aprender a língua tâmil.
Durante o incidentes de perseguição aos missionários católicos que ocorreram no sul da Índia nos anos de 1714 e 1715, escapou a uma sentença de morte graças à influência de amigos hindus. Durante muitos anos, a hostilidade dos potentados locais (os nayaks) impediram-no de visitar as comunidades cristãs da região, o que lhe permitiu mais tempo para aprender a língua tâmil, na qual em pouco tempo adquiriu uma proficiência notável. Com o tempo acabou por se considerar um missionário da escrita, privilegiando a comunicação escrita e o labor intelectual sobre as outras actividades religiosas.
Inspirado pelas experiência de inculturação que com sucesso os missionário jesuítas tinham seguido na China, Beschi adoptou um estilo de vida indiano e introduziu a estética local na sua escrita e até na imagética e estatuária católica. Com esse mesmo objectivo, as igrejas cuja construção orientou, a Basílica de Poondi Matha, em Poondi, nos arredores de Trichy; e os santuários de Periyanayagi Maadha, em Konankuppam, e de Adaikala Maadha, em Elakurichi, têm linhas arquitectónicas inspiradas em templos hindus. Ambos os santuários são na actualidade importantes centros de peregrinação dos católicos do sul da Índia.
A sua inculturação na sociedade tâmil também se manifestou nas artes decorativas, quer no ambiente sacro, em que decorou o interior das igrejas nas melhores tradições dos templos locais, que na concepção de mobiliário e de outros objectos, incluindo dois carros em madeira de teca, que ainda se conservam em Kamanayakkanpatti, bem demonstrativos da sua inspiração na arte hindu.
Na sua vida pastoral assumiu a ascética dos sannyasi indianos, adoptando as suas vestes cor de açafrão e hábitos de vida. A sua facilidade em criar amizades e a sua competência cultural, aliadas ao seu fervor religioso e à exemplaridade da sua vida, granjearam-lhe vasta influência que ele utilizou no proselitismo, tendo baptizado mais de 12 000 pessoas, e para proteger a comunidade cristã contra a exploração e a opressão.
Apesar de se dedicar essencialmente à missionação, ficou conhecido como um dos grandes autores clássicos da literatura tâmil. Para além de ter preparado uma gramática da língua tâmil, destinada essencialmente a uso literário, também preparou uma gramática do tâmil coloquial, a primeira obra dessa natureza que se conhece. Esse pioneirismo no estudo da língua tâmil granjeou-lhe o título de Pai da Prosa tâmil.
Para além dos estudos gramaticais, compilou vários dicionários da língua tâmil, entre os quais o quádruplo léxico contendo palavras, sinónimos e categorias lexicais e rimas em tâmil-latim, e latim-tâmil-português.
A sua maior obra poética é o Thembavani, um extraordinário poema épico, com 3 615 estâncias, sobra a história da Salvação do ponto de vista cristão e a vida de Jesus Cristo, hoje considerado um dos clássicos da literatura tâmil. Também escreveu uma colectânea de prabandham (versos) intitulada Kavalur Kalambagam, um tratado gramatical, intitulado Thonnool, e as obras Vedhiyar Ozukkam e Paramarthaguru.
Em prosa deixou um conjunto de obras teológicas, escritas no contexto da polémica que manteve com os missionários luteranos sedeados em Tranquebar, na então Índia Dinamarquesa. Também escreveu obra de carácter catequético, destinadas a utilização como instrumentos pedagógicos na formação dos catecúmenos católicos. Preparou também um conjunto de instruções pastorais e de vivencia, um autêntico vademecum para ser utilizado pelos missionários católicos recém-chegados ao sul da Índia.
São abundantes as tradições locais que recordam frei Beschi a desafiar os ascéticos hindus e a vencê-los em debates teológicos e morais. Apesar desses debates, a sua obra Thembavani é prova de que cultivava uma imagem positiva do hinduísmo, sendo comum nele a utilização de frases, ideias e mitos de clara inspiração hindu. O seu respeito e admiração pela cultura tâmil, e a sua capacidade de manter um produtivo diálogo intercultural, perpassa na tradução para latim, acompanhada de explanação do seu contexto, que publicou do famosos poema épico tâmil Thirukkural de Thiruvalluvar (1730). Aquela tradução latina foi de grande importância para introduzir junto dos intelectuais europeus coevos a literatura tâmil, demonstrando a sua beleza e desenvolvimento. Na sua análise encontra múltiplos conceitos comuns ao pensamento cristão.
Missionou na área de Thanjavur até 1738, fixando-se em 1740 na Costa de Coromandel, região onde permaneceu até falecer em 1747 na localidade de Ambazhakad, no actual estado de Kerala.
Constanzo Beschi, ou frei Beschi como ficou localmente conhecido, foi sem dúvida um dos missionários cristãos mais influentes na Índia do século XVIII, projectando a influência jesuíta na sociedade tâmil a um nível que jamais atingiria nos séculos subsequentes. Também se revelou um dos grandes cultores da língua tâmil na sua versão escrita, língua em que poetou com mérito, razão pela qual a cidade de Chennai, então Madras, lhe erigiu em 1968 uma estátua, localizada numa das suas principais artérias, a avenida que margina o mar.